# Імені Ґадої Сафарова
імені Ґадої́ Сафа́рова (тадж. ба номи Сафаров Гадои) — село у складі Хатлонської області Таджикистану. Входить до складу Панджрудського джамоату району імені Мір Саїда Алії Хамадоні.
Колишня назва — Давлатабад.
Населення — 5427 осіб (2010; 5377 в 2009).